# Lipka (tvrz)
Lipka je tvrz ve stejnojmenné vesnici u Horního Bradla v okrese Chrudim v Pardubickém kraji.

## Historie
První písemná zmínka o lipeckém panství a jeho majiteli vladykovi Prošíkovi z Lipky je z roku 1303. Vladykové z Lipky postupně bohatli a zvětšovali svůj rodinný majetek, přikupovali statky v blízkém i vzdálenějším okolí. Jejich rod působil na Lipce až do konce 15. století, kdy Lipku koupil Tamchyn z Doubravice u Nového Města nad Metují. Tamchynové vlastnili Lipku krátkou dobu. Již na počátku 16. století v roce 1513 prodali panství Jindřichu Sobkovi z Kornic. Sobkovým se na Lipce dařilo, a proto mohli koupit okolní vesnice – Zubří, Kameničky, Trhovou Kamenici. Kameničky, Hluboká i Zubří byly pak prodány v roce 1556 Janu Kustošovi a o rok později roku 1557 prodal Bernard Sobek Janu Kustošovi, měšťanu a prokurátorovi z Prahy, celé lipecké panství, tedy i okolní vsi Horní a Dolní Bradlo, Střítež, Modletín, Vratkov, Hudeč i Javorné. Jan Kustoš za něj zaplatil 1200 kop českých grošů. S příchodem Kustošů začalo období rozvoje Lipky.
Kustošové byli staročeská patricijská rodina, které byl udělen i hraběcí titul s právem nosit erb, v němž byla v červeném poli horní polovice zubra.[zdroj?] V roce 1569 císař Maxmilián II. vylepšil jejich erb o zlatou korunu a Jan Kustoš spolu se svými bratry Jiřím a Matějem mohli užívat přídomek Kunětický ze Zubřího a Lipky. Jan Kustoš se hlásil k Jednotě českých bratří. Na Lipce ustanovil Bratrský sbor a zřídil bratrské pohřebiště. I jeho potomci byli českobratrského vyznání. Po bitvě na Bílé hoře byl syn Jindřich roku 1623 odsouzen ke ztrátě poloviny majetku za to, že připravoval odboj českých stavů proti císaři Ferdinandovi II. Jindřich nechtěl dopustit, aby se jeho potomci stali nemajetnými chudáky, zřekl se tedy českobratrského vyznání a přestoupil na římskokatolickou víru. Po neustálých prosbách u císaře mu byl trest odpuštěn a celý majetek ponechán.
Původně na Lipce stála tvrz. Jan Kustoš ji nechal přestavět na renesanční zámek, který tvořila čtyřkřídlá dvoupatrová stavba, na stranách se sloupovitými ochozy, arkádami, směřujícími do obdélníkového nádvoří. Budova měla zdobené štíty,  věže a uvnitř řadu komnat. Kustošové se starali i o ves Lipku. Nechali vystavět nový dvůr, pivovar, rodinnou hrobku a byly zde i lázně.[zdroj?]
Posledním mužským potomkem, který zdědil Lipku, byl Ferdinand Adam. Brzy ji však přenechal své sestře Marii Alžbětě, provdané hraběnce Millesimové. Ta prodala roku 1715 celé lipecké panství Františku Josefovi hraběti ze Schönfeldu, majiteli nasavrckého panství. Tímto byla Lipka přeřazena z kraje čáslavského do kraje chrudimského.
Po roce 1715 se stal lipecký zámek pouhým sídlem správy statku. Novým majitelem Lipky se stal v roce 1754 Jan Adam Auersperg. Nechal zámek opravit v barokním slohu a využíval ho jako lovecký zámeček. Tuto dobu připomínají zbytky barokní štukové výzdoby stropů ve dvou místnostech. Počátkem 19. století začal zámek chátrat. Místo oprav byla jeho velká část zbořena a zbylá křídla byla ještě o jedno patro snížena. Na zámku, který sloužil už jen jako sýpka a skladiště, působil hospodářský úředník a ten se staral o chod hospodářství. Auerspergové vlastnili Lipku do roku 1925. Po vzniku samostatné Československé republiky byla půda v majetku šlechty konfiskována. Lipecké panství bylo podle výměry zařazeno mezi tzv. zbytkové statky. Ten si za cenu 93 000 korun koupil statkář Jiří Liebermann. Po jeho smrti přešel celý majetek roku 1928 do vlastnictví jeho ženy Františky. Později si zámek i velkostatek pronajala rodina Kroutilova a chtěla ho v budoucnu odkoupit. Bohužel začala druhá světová válka, lipecký zámek i velkostatek byl označen jako židovský majetek, a proto byl zkonfiskován. Na Lipku byl dosazen správce Nykl.
V padesátých letech 20. století byl zámek i s hospodářskými budovami ve vlastnictví státu. Nově vzniklé jednotné zemědělské družstvo si vše zabralo pro svou potřebu. Ze zámeckých komnat se staly kanceláře, místnosti v prvním patře sloužily jako sýpky, v přízemí se skladovala chemická hnojiva. Ze stáje se stal družstevní kravín a stodoly se používaly k zemědělské výrobě. Družstvo zámek pouze užívalo, ale nestaralo se o jeho údržbu. Když objekty přestávaly vyhovovat, opustilo je a ponechalo svému osudu. Zámek začal opět pustnout a chátrat.
V osmdesátých letech 20. století byly i sporadické snahy o částečné obnovení alespoň některých prostor v přízemí. Tu projevila parta mladých lidí, pracujících na Lipce za podpory organizací SSM a ochránců přírody. Ale bohužel, jejich nadšení nestačilo na tak veliký úkol. Stav budov zůstal nezměněn a objekt chátral dál.
Po roce 1989 byl veškerý majetek na základě restituce vrácen rodině Liebermannových. Ta jej hned roku 1992 prodala. Další majitel se snažil získaný majetek nejprve pronajmout, pak prodat, což se mu podařilo. Společnost, která zámek od něj koupila, začala po roce 2000 s jeho rekonstrukcí. Stavební práce však ustaly a až v roce 2015 se našel nový majitel, který začal s opravou celého objektu.